# Zabalza (Urraúl Alto)
Zabalza es un lugar español del municipio de Urraúl Alto, perteneciente a la Comunidad Foral de Navarra.

## Toponimia
El nombre del lugar puede encontrarse referido en euskera como Zabaltza.

## Historia
Hacia mediados del siglo XIX, el lugar, ya por entonces perteneciente a Urraúl Alto, tenía contabilizada una población de 110 habitantes. Aparece descrito en el decimosexto y último volumen del Diccionario geográfico-estadístico-histórico de España y sus posesiones de Ultramar de Pascual Madoz con las siguientes palabras:

ZABALZA: l. del ayunt. y valle de Urraul alto, prov. y c. g. de Navarra, part. jud. de Aoiz (2 1/2 leg.), aud. terr. y dióc. de Pamplona (7). sit. en una pequeña altura circuida de montañas; clima frio; reinan los vientos N. y S. y se padecen inflamaciones y catarros. Tiene 15 casas; escuela de ambos sexos, frecuentada por 20 alumnos, y dotada con 50 robos de trigo; igl. parr. de entrada (San Pedro), servida por un abad de provision de los vec.; cementerio contiguo á la misma; dos ermitas (Sta. Lucia y San Miguel), y una fuente y un arroyo que existen en sus cercanias, de donde se surten los vec. El térm. confina N. Aizcurgui; E. Adoain; S. Imirizaldu, y O. Irurozqui: comprendiendo dentro de su circunferencia dos montes poblados de robles; canteras de piedra caliza, una fuente mineral sulfurosa y algunos prados destinados para pastos. El terreno es secano y pizarroso; le atraviesan dos arroyos que despues de reunidos entran en el r. Irati. caminos: los locales y malos: el correo se recibe de Aoiz. prod.: trigo, cebada y patatas; cria de ganado lanar y vacuno; caza de liebres y perdices. pobl.: 15 vec., 110 alm. riqueza: con el valle (V.).
(Madoz, 1850, p. 440)

En 2023, la entidad singular de población tenía empadronados 7 habitantes.

## Patrimonio

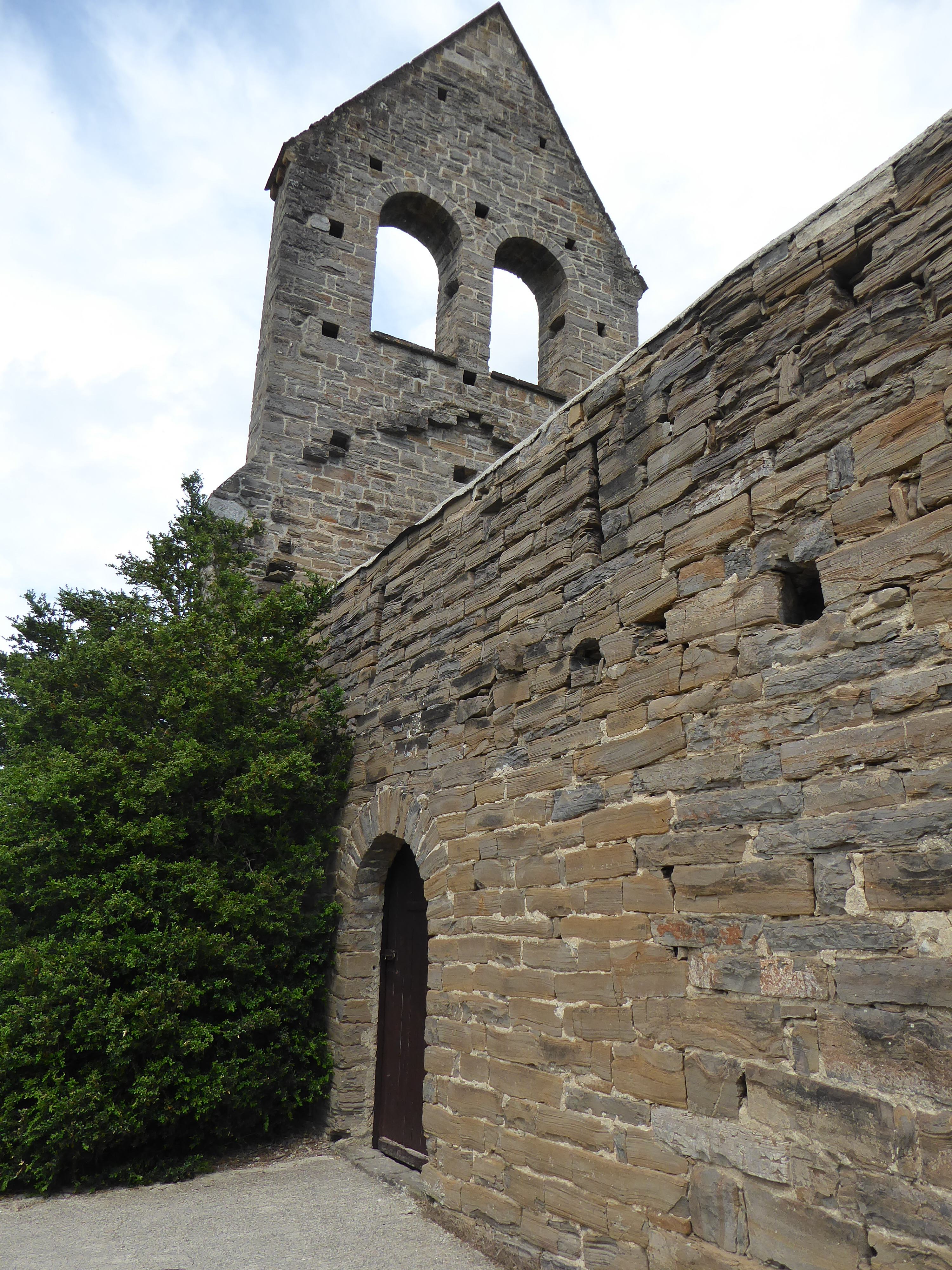
La iglesia de San Pedro

Hay en el lugar una iglesia de San Pedro.